# Demilitarizált övezet

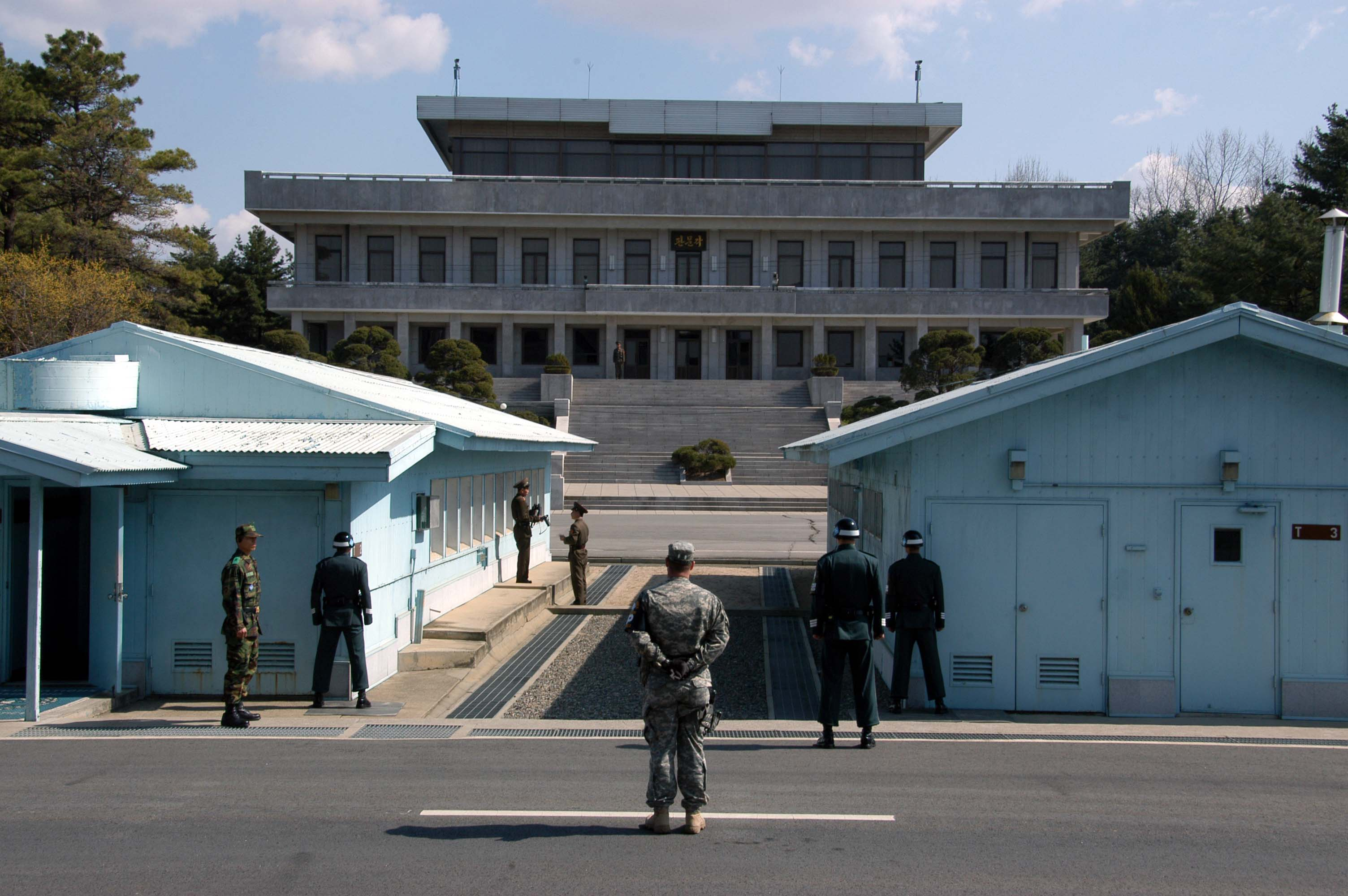
Koreai demilitarizált övezet

A latin eredetű demilitarizált övezet szó olyan területet jelöl, amelyben szerződés, fegyverszünet vagy egyezmény szerint tilos katonai létesítményeket fenntartani és csapatokat állomásoztatni. A demilitarizált övezetek rendszerint két vagy több katonai hatalom vagy szövetség között fekszenek.
Habár számos demilitarizált övezet semleges terület, mivel egyik fél sem ellenőrizheti még polgári kormányzattal sem, vannak esetek, amikor az övezet demilitarizált marad még azután is, hogy az egyik állam számára lehetővé teszik a teljes ellenőrzést, ezáltal lehetővé téve számára a katonai erők állomásoztatását is.

## Demilitarizált (többnyire semleges) övezetek napjainkban

### Antarktisz
Az Antarktisz Szerződés első cikkelye kimondja, hogy a kontinens katonai célokra nem használható, azonban katonai személyzet és felszerelések békés célokra használhatók.

### Európa
- A ciprusi demilitarizált övezet választja el az Észak-Ciprusi Török Köztársaságot a Ciprusi Köztársaságtól. A területet az ENSZ nyilvánította fegyvermentes övezetté 1974-ben, miután Törökország katonákat küldött a szigetre, hogy megakadályozza az északi terület bekebelezését.
- Åland (Ahvenanmaa finnül) egy autonóm sziget Finnország partjainál, a Botteni-öbölben. 1921-ben a Népszövetség nyilvánította demilitarizált övezetté.
- Semleges terület fekszik a brit koronához tartozó Gibraltár és Spanyolország között, amelyet a spanyolok teljes egészében maguknak követelnek. A két terület között az 1729-es sevillai béke hozott létre egy semleges területet, amely "600 toise,[1] 2 ágyúlövésnél szélesebb sáv a brit fegyverek és a spanyol fegyverek között". 1908-ban a britek egy kerítést építettek a semleges terület brit oldalán. A kerítés 1 méterre volt a határtól, hogy ne sértse a spanyolokat. A kerítés fontos szerepet tölt be ma is, mivel Gibraltár megőrizte adóparadicsom státuszát.
- Svalbard: A Svalbard Szerződés 1920. február 9-én elismerte Norvégia felségjogát a területre (vagyis már nem semleges terület), megszüntetve a többi szerződő fél területi igényét és egyúttal kijelölte a demilitarizált övezetet is.

### Afrika
- Marokkó északi határa és a Spanyolország által ellenőrzött városok, Ceuta és Melilla fekszenek demilitarizált övezetben. Marokkó sosem ismerte el ezen városokat Spanyolország részeként.

### Ázsia
- Kuvait és Irak határa
- Az Észak-Korea és Dél-Korea közötti koreai demilitarizált övezet, amelyet a koreai háborút lezáró 1953-as fegyverszünet nyilvánított fegyvermentes területté.
- Az Izraelhez tartozó Golán-fennsík és Szíria közti terület.

## Korábbi híres demilitarizált övezetek
- Az első világháború után a német Rajna-vidéket a Versailles-i békeszerződés 1919-ben nyilvánította demilitarizált övezetté. 1936-ban a náci Németország elfoglalta és militarizálta a területet.
- Az 1948-as izraeli függetlenségi háborút követően három demilitarizált övezetet hoztak létre az 1949-es fegyverszünettel az Izrael és Szíria közti határon.
- Az 1948-as izraeli függetlenségi háborút követően demilitarizált övezetet hoztak létre az 1949-es fegyverszünettel az Izrael és Egyiptom közti határon Uja al-Hafeer körül.
- 1931 szeptemberében a japán csapatok megszállták a Kínához tartozó Mandzsúriát és 1932 februárjában létrehozták bábállamukat Mandzsukuo néven. A következő évben kötött Tanggu Szerződés demilitarizált övezetet hozott létre Mandzsukuo és Kína között.
- 1954 áprilisában egy demilitarizált övezet lett kialakítva Észak-Vietnam és Dél-Vietnam között a Genfi Konferencia eredményeként, lezárva ezzel a Franciaország és a Viet Minh közti háborút. A demilitarizált övezet a 17. szélességi kör mentén feküdt, a valóságban azonban a Ben Hai folyó két partjától mintegy másfél kilométerre és a laoszi határ mentén a Dél-kínai-tengerig terjedt.
- Szaúdi-iraki semleges terület
- Szaúdi-kuvaiti semleges zóna